# Libiąż
Libiąż – miasto w województwie małopolskim, w powiecie chrzanowskim, siedziba gminy miejsko-wiejskiej Libiąż. W latach 1975–1998 w województwie katowickim.
Położone jest w sąsiedztwie Chrzanowa, Chełmka, Jaworzna i Oświęcimia.
Libiąż jest miastem przemysłowym. Na jego terenie znajdują się m.in. Kopalnia Węgla Kamiennego ZG „Janina”, fabryka okien i profili PCW „Thermoplast”, kopalnia dolomitu „Libiąż”, a także fabryka kostki brukowej „Libet”. Libiąż należy do Jaworznicko-Chrzanowskiego Okręgu Przemysłowego. Wcześniej wchodził w skład Zagłębia Krakowskiego.

## Położenie
Libiąż znajduje się na obrzeżach Krakowskiego Obszaru Metropolitalnego  i z racji położenia w zachodniej części województwa małopolskiego wiążą go relacje przestrzenne z niektórymi miastami Konurbacji Górnośląskiej. Natomiast według niektórych badaczy związanych z katowickim ośrodkiem naukowym (pogląd ten znalazł się w jednym z raportów programu ESPON) – Libiąż leży na wschodnich peryferiach konurbacji górnośląskiej oraz w centralnej części Jaworznicko-Chrzanowskiego Okręgu Przemysłowego, który w przeszłości nazywano także Zachodniokrakowskim Okręgiem Przemysłowym, Zachodnio-Krakowskim Kompleksem Przemysłowym lub Zagłębiem Krakowskim.
Według najnowszej aktualizacji granic mezoregionów fizycznogeograficznych Polski przygotowanej przez PAN Libiąż położony jest na utworach południowej Wyżyny Krakowsko-Częstochowskiej tj. na Garbie Tenczyńskim i Rowie Krzeszowickim. Południowa część gminy położona jest z kolei w obszarze Doliny Górnej Wisły. Terytorium miasta jest objęte eksploatacją węgla kamiennego.
Pod względem historycznym Libiąż leży w Małopolsce, w dawnej ziemi krakowskiej, na obszarze uznawanym czasem jako wcześniejsze ziemie śląskie. Bywa też wiązany wyłącznie z ziemią krakowską.

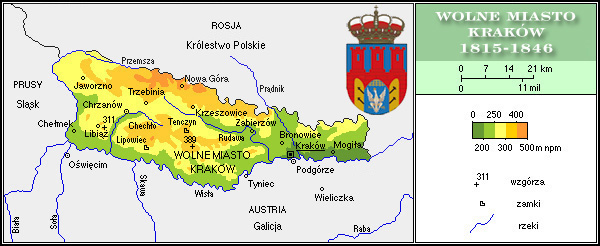
Położenie Libiąża na terenie Wolnego Miasta Kraków (1815–1846)

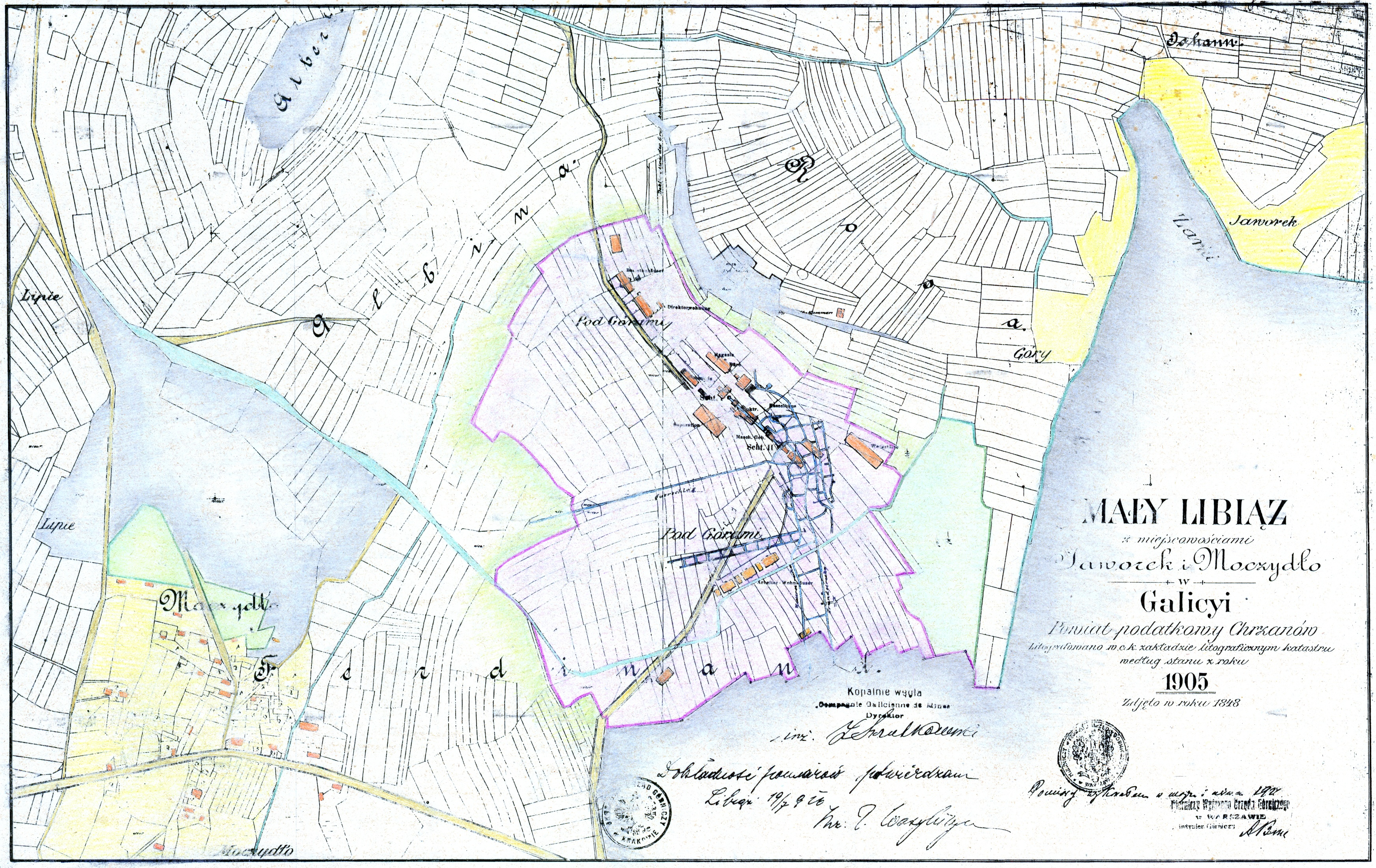
Mapa wsi Mały Libiąż z 1905 roku z naniesionymi w latach 20. XX w. informacjami odnoszącymi się do kopalni „Janina”

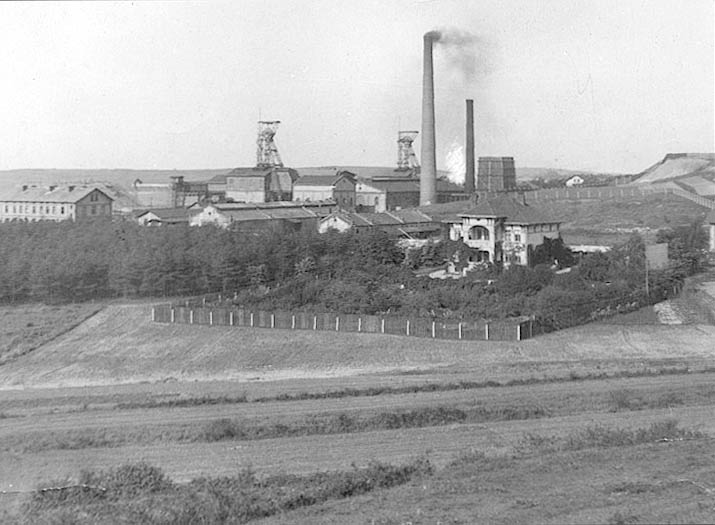
Libiąż-Moczydło, KWK „Janina”; lata 30. XX w.

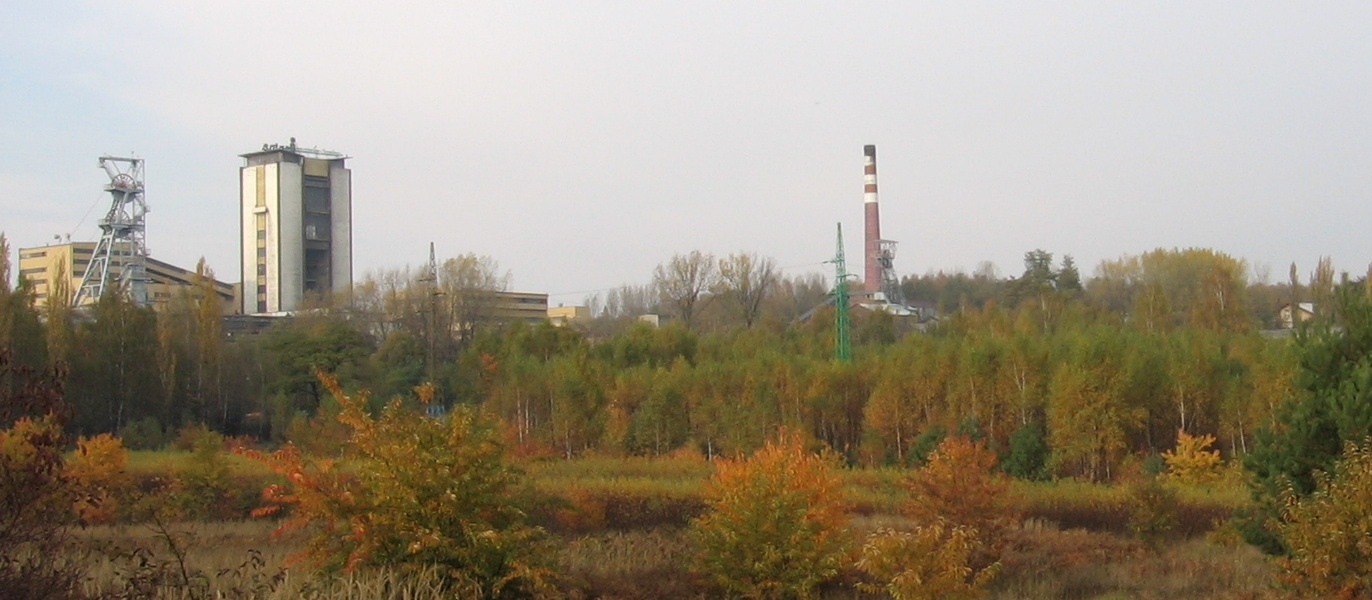
Panorama kopalni z tej samej perspektywy w 2006

## Historia

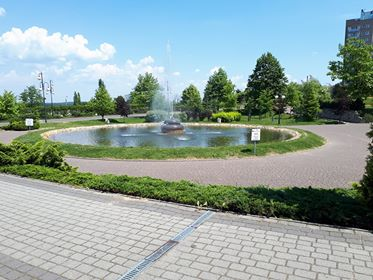
Fontanna w Parku Młodości na os. Flagówka

Pierwsza wzmianka na temat Libiąża pochodzi z kroniki Jana Długosza. Dotyczy ona przekazania w roku 1243 miejscowości Libiąż Wielki i Libiąż Mały w posiadanie klasztorowi Benedyktynek w Staniątkach przez dotychczasowych właścicieli pochodzących z rodu Gryfitów. Libiąż przechodził kolejno w posiadanie różnych rodów. Po podziale Polski na dzielnice w 1138 r. przynależał do dzielnicy senioralnej, a po roku 1179 prawdopodobnie przejściowo do księstwa raciborskiego. Prawdopodobnie wchodził też w skład kasztelanii chrzanowskiej, istniejącej w XIII w. Później rozwijał się w bezpośrednim sąsiedztwie księstwa oświęcimskiego, które było związane z państwem czeskim, a w 1454 r. zostało lennem Korony Polskiej, a w 1564 roku przyłączone do Królestwa Polskiego. Libiąż od czasów panowania Wacława II lub Władysława Łokietka wchodził w skład powiatu krakowskiego w województwie krakowskim. Wzmianki o przynależności Libiąża do tego powiatu pochodzą z lat 1489 i 1581. W 1795 roku włączony do zaboru austriackiego. W latach 1815–1846 w granicach Wolnego Miasta Krakowa. Libiąż Mały wchodził w skład gminy okręgowej nr 17 z siedzibą w Chrzanowie, natomiast Libiąż Wielki – gminy nr 9 z siedzibą w Bobrku (do 1839 r.). W latach 1846–1918 był częścią Galicji (w ramach Wielkiego Księstwa Krakowskiego). W okresie międzywojennym w województwie krakowskim.
Związki z ziemią krakowską uwidoczniły się m.in. w tradycjach, obrzędach, a także w sferze kultury materialnej (strój, zabudowa) tutejszych mieszkańców. 
Ważnym faktem w dziejach Libiąża było ufundowanie przez hrabiego Wielopolskiego w 1735 roku w Libiążu Wielkim parafii rzymskokatolickiej pod wezwaniem Przemienienia Pańskiego. Do XIX wieku Libiąż był typową osadą rolniczą. Budowa linii kolejowej Kraków – Wiedeń stała się powodem migracji zarobkowej i osiedlania się na tych terenach.
Przełomem w historii Libiąża było odkrycie u schyłku XIX wieku bogatych złóż węgla kamiennego. Na początku XX wieku rozpoczęto budowę kopalni węgla kamiennego „Janina”, która działa od 1907 roku. Otworzyło to nowe perspektywy przed Libiążem. Mieszkańcy znaleźli zatrudnienie, a miejscowość zaczęła być atrakcyjna także dla ludzi z zewnątrz. Od tej pory rozpoczął się szybki rozwój gospodarczy i kulturalny osady. Przybywali wykwalifikowani robotnicy oraz sporo inteligencji. W tym czasie zmienił się także kształt urbanistyczny Libiąża. Wokół kopalni zaczęły powstawać nowe osiedla mieszkaniowe i obiekty użyteczności publicznej (szkoła, poczta i telegraf).
Według austriackiego spisu powszechnego z 1900 roku w Libiążu Wielkim w 258 budynkach mieszkało 1452 osób, wszyscy polskojęzyczni, z tego 1435 katolików, 17 wyznania mojżeszowego, w Libiążu Małym w 283 budynkach mieszkało 1557 osób, w tym 1546 polskojęzycznych, 9 niemieckojęzycznych oraz 2 innych, z tego 1522 katolików, 33 wyznania mojżeszowego oraz 2 grekokatolików, a na Moczydle w 59 domach mieszkało 283 polskojęzycznych, w tym 279 katolików oraz 4 osoby wyznania mojżeszowego.
Także po I wojnie światowej i odzyskaniu przez Polskę niepodległości trwał rozwój urbanistyczny i gospodarczy. Powstały nowe szlaki komunikacyjne, linia elektryczna i budynki użyteczności publicznej. Okres międzywojenny to także czas silnego rozwoju działalności samorządowej.
Wybuch II wojny światowej i wkroczenie w ślad za wojskiem niemieckim niemieckiej administracji okupacyjnej na stosunkowo krótki czas zatrzymał funkcjonowanie głównego zakładu w Libiążu, kopalni „Janina”, która jeszcze w pierwszej połowie września 1939 r. podjęła wydobycie. W okresie wrzesień 1943 – styczeń 1945 działał podobóz KL Auschwitz Janinagrube zwany również Gute Hoffnung; więźniowie wykonywali prace przy wydobyciu węgla w kopalni „Janina”; w podobozie przebywało ponad 800 osób. W czasie okupacji w okolicy miasta intensywną działalność zbrojną prowadził oddział Armii Ludowej im. Jarosława Dąbrowskiego. 6 maja 1944 roku został zdekonspirowany w lesie za Krzemieńcem bunkier partyzancki, gdzie przebywało 9 członków tego oddziału. W walce zginął m.in. szef sztabu śląskiego obwodu AL Stanisław Baran ps. „Bolek” oraz innych 4 partyzantów.

Miasto zostało zajęte 25/26 stycznia 1945 roku przez oddziały 4 Samodzielnego Korpusu Pancernego i 59 Armii I Frontu Ukraińskiego.
6 kwietnia 1945 roku Ministerstwo Bezpieczeństwa Publicznego utworzyło Centralne Obozy Pracy dla przeciwników władzy komunistycznej. Obóz pracy nr 126 powstał w Libiążu. 
W nocy z 6 na 7 września 1946 roku został zastrzelony na swojej plebanii ks. Franciszek Flasiński. Mordu dokonało trzech funkcjonariuszy Urzędu Bezpieczeństwa.
Okres II wojny światowej i pierwsze lata powojenne zahamowały aktywność społeczną i samorządową. Dopiero dalszy rozwój kopalni „Janina” spowodował ponowny napływ na te tereny. Zaowocowało to uzyskaniem w 1969 roku praw miejskich przez osadę Libiąż Mały i zmianę jej nazwy na Libiąż. Miasto wchłonęło też wieś Libiąż Wielki.
Obecnie w skład miasta i gminy Libiąż wchodzą: miasto Libiąż oraz dwa sołectwa – Żarki i Gromiec. 
W 1995 r. powstały Warsztaty Terapii Zajęciowej, a w 2001 r. Świetlica Terapeutyczna w Libiążu. Obie placówki dla osób niepełnosprawnych prowadzi Fundacja im. Brata Alberta. 

## Honorowi Obywatele Libiąża[20]
- Mieczysław Warszawski – dyrektor kopalni „Janina”
- Jan Łyp – dyrektor kopalni „Janina”
- Wiktor Trębacz – inżynier naczelny kopalni „Janina”
- Stanisław Rusek – dyrektor ds. pracowniczych kopalni „Janina”
- Franciszek Macharski – kardynał
- Jan Kurp - przewodniczący Rady Nadzorczej Spółki Południowy Koncern Węglowy S.A
- Jan Zając – biskup
- Stanisław Marchewka – proboszcz parafii Przemienienia Pańskiego
- Jerzy Wróbel – dyrektor ds. technicznych Południowego Koncernu Węglowego S.A. w Jaworznie
- Helena Kmieć – misjonarka rzymskokatolicka w Ameryce Południowej
- Stanisław Dziwisz – kardynał

## Pomniki
- Pomnik „Poległym za Wolność i Lud” przy ul. 1 Maja
- Pomnik „Wdzięczności dla Armii Radzieckiej” przy Placu Zwycięstwa, grób żołnierzy Armii Czerwonej
- Pomnik upamiętniający miejsce obozu jeńców radzieckich przy ul. Armii Krajowej (przy stacji PKP)
- Pomnik na miejscu obozu koncentracyjnego „Janinagrube” przy ul. Obieżowej
- Pomnik „Partyzantów” – na miejscu leśnego bunkra partyzantów zgrupowania AL w lesie pod Kroczymiechem
- Pomnik Odsieczy Wiedeńskiej przy Gimnazjum nr 1 przy ul. Szkolnej
- Pomnik Tadeusza Kościuszki obok LCK przy ul. Górniczej
- Pomnik Papieża Jana Pawła II w Parku Młodości
- Pomnik Skarbnika – dobrego, opiekuńczego ducha kopalnianych podziemi – w parku przy ul. Górniczej
- Pomnik Janiny – dziewczyny, której imię nosi libiąska kopalnia
- Pomnik „Krzyż na Lipiu” – pomnik z okazji 25-lecia pontyfikatu Jana Pawła II, ufundowany przez wiernych parafii pw. Przemienienia Pańskiego

## Rekreacja
- Kino – przy ul. Górniczej działa „Ale Kino”. Seanse odbywają się głównie w weekendy.
- Libiąskie Centrum Kultury – przy ul. Górniczej, w budynku tym znajduje się sala kinowo-teatralna, sala baletowa, mniejsza sala, siłownia, kafejka internetowa, kawiarnia „Nisza”.
- Parki – główny park libiąski, „Park Młodości”, znajduje się przy alei Jana Pawła II. W parku tym znajduje się zegar wodny i liczne wodne kaskady oraz pomnik Jana Pawła II pobłogosławiony przez Metropolitę Krakowskiego Stanisława Kardynała Dziwisza. Pozostałe parki umieszczone są przy ulicy Górniczej (z pomnikiem Skarbnika), na Placu Zwycięstwa (pomnik Janiny – dziewczyny której imieniem została nazwana kopalnia węgla kamiennego) oraz park przy ulicy Chrzanowskiej.
- Ośrodek sportowo-rekreacyjny im. Solidarności 1980 przy ul. Marszałka Józefa Piłsudskiego. W skład tego kompleksu wchodzi stadion GKS Janina, basen letni, lokal „Kombajn” (już nieistniejący), boiska do gry.
- Plac słoneczny utworzony w centrum miasta, niedaleko Parku Młodości. Cyklicznie odbywają się tu obchody „Dni Libiąża” oraz inne imprezy okolicznościowe.
- Zrekultywowana hałda odpadów pokopalnianych przy ul. Krakowskiej.
- Biblioteka publiczna przy ul. Górniczej.
- Park Wodny Libiąż przy alei Jana Pawła II

## Wspólnoty wyznaniowe
Na terenie Libiąża działalność religijną prowadzą następujące Kościoły i związki wyznaniowe:
- Kościół rzymskokatolicki:
  - parafia Przemienienia Pańskiego (kościół pw. Przemienienia Pańskiego)
  - parafia św. Barbary
  - Dom Zakonny Sióstr Służebniczek NMP
- Kościół polskokatolicki:
  - parafia Matki Boskiej Nieustającej Pomocy
- Świadkowie Jehowy:
  - zbór Libiąż (Sala Królestwa ul. Rouvroy 8)[21][22]
- Społeczność Chrześcijan w Libiążu[23].

## Sport
- Klub piłkarski: Górnik Libiąż
- Klub piłki ręcznej: UKS Czwórka Libiąż
- Klub bokserski oraz kick-boxerski: Akademia Bokserska Libiąż

## Lasy
Lasy wokół Libiąża należą do Nadleśnictwa Chrzanów, Regionalnej Dyrekcji Lasów Państwowych w Katowicach. W przeszłości tereny leśne należały do biskupstwa krakowskiego. Potem te na północ od miasta były własnością posiadaczy pól górniczych w okolicy i właścicieli Katowic, rodziny Tiele-Wincklerów. Następnie przejął je koncern G. Giesche’s Erben A.G., zarządca kopalni „Matylda” w Kątach (dzisiejsza dzielnica Chrzanowa). Lasy na południe i wschód od Libiąża zostały zakupione w 1868 roku przez hr. Guida Henckel von Donnersmarcka, który nabył zamek Lipowiec wraz z jego dobrami w tym z dużą ilością lasów od Antoniny Łąskiej. Do Wygiełzowa przeniósł swojego leśniczego, Franza Knerscha. Po śmierci księcia Guida okoliczne lasy przejął młodszy syn, hr. Kraft Henckel von Donnersmarck.

## Zabytki
- neogotycki kościół pw. Przemienienia Pańskiego z początków XX w., dzieło Teodora Talowskiego;
- domy przy ulicy: Floriańskiej, Sienkiewicza, Flasińskiego, Armii Krajowej i Długosza (zabytkowy układ wsi – ulicówki Libiąż Wielki);
- budynek straży pożarnej (ul. Floriańska);
- Straż Pożarna – OSP Moczydło – (ul. gen. Andersa 9) – 1925 r.
- zabytkowy cmentarz parafialny przy ul. Oświęcimskiej.

## Transport
Przez Libiąż przebiegają drogi wojewódzkie nr 780 oraz 933. Miasto znajduje się w niewielkiej odległości od autostrady A4. Do Krakowa jest 50 km, do Katowic zaś 30 km. Jaworzno znajduje się w odległości 6,5 km.
W Libiążu jest stacja kolejowa, z której odjeżdżają pociągi do Oświęcimia i Krakowa przez Trzebinię (także do Wieliczki).
Są przystanki, z których można dojechać do Chrzanowa, Żarek, Gromca, Młoszowej. Przewozy organizuje ZKKM Chrzanów.

## Miasta partnerskie
- Rouvroy
- Corciano